# Lorain County
Lorain County is een van de 88 county's in de Amerikaanse staat Ohio. Lorain County is vernoemd naar de Franse streek Lorraine.
De county ligt aan het Eriemeer en heeft een landoppervlakte van 1.276 km² en telt 301.356 inwoners (volkstelling 2010). De hoofdplaats is Elyria.

## Bekende snelwegen
- Interstate 80/Interstate 90 (Ohio Turnpike)
- Interstate 480
- U.S. Route 6
- U.S. Route 20
- State Route 2
- State Route 10
- State Route 18
- State Route 57
- State Route 58
- State Route 82
- State Route 83
- State Route 113
- State Route 162
- State Route 254
- State Route 301
- State Route 303
- State Route 511
- State Route 611

## Steden
| - Amherst - Avon - Avon Lake | - Elyria - Lorain - North Ridgeville | - Oberlin - Sheffield Lake - Vermilion |

## Dorpen
| - Grafton - Kipton - LaGrange - Rochester | - Sheffield - South Amherst - Wellington |

## Scheepsdorpen
| - Amherst - Brighton - Brownhelm - Camden - Carlisle | - Columbia - Eaton - Elyria - Grafton - Henrietta | - Huntington - LaGrange - New Russia - Penfield | - Pittsfield - Rochester - Sheffield - Wellington |

Adams County · Allen County · Ashland County · Ashtabula County · Athens County · Auglaize County · Belmont County · Brown County · Butler County · Carroll County · Champaign County · Clark County · Clermont County · Clinton County · Columbiana County · Coshocton County · Crawford County · Cuyahoga County · Darke County · Defiance County · Delaware County · Erie County · Fairfield County · Fayette County · Franklin County · Fulton County · Gallia County · Geauga County · Greene County · Guernsey County · Hamilton County · Hancock County · Hardin County · Harrison County · Henry County · Highland County · Hocking County · Holmes County · Huron County · Jackson County · Jefferson County · Knox County · Lake County · Lawrence County · Licking County · Logan County · Lorain County · Lucas County · Madison County · Mahoning County · Marion County · Medina County · Meigs County · Mercer County · Miami County · Monroe County · Montgomery County · Morgan County · Morrow County · Muskingum County · Noble County · Ottawa County · Paulding County · Perry County · Pickaway County · Pike County · Portage County · Preble County · Putnam County · Richland County · Ross County · Sandusky County · Scioto County · Seneca County · Shelby County · Stark County · Summit County · Trumbull County · Tuscarawas County · Union County · Van Wert County · Vinton County · Warren County · Washington County · Wayne County · Williams County · Wood County · Wyandot County